# Jekaterina Alexandrowna Bobrowa
Jekaterina Alexandrowna Bobrowa (russisch Екатерина Александровна Боброва; * 28. März 1990 in Moskau) ist eine russische Eiskunstläuferin, die im Eistanz startet.
Ihr Eistanzpartner ist seit dem Jahr 2000 Dmitri Solowjow. Das Paar trainiert bei Jelena Kustarowa und Swetlana Alexejewa in Moskau.
2007 wurden Bobrowa und Solowjow in Oberstdorf Juniorenweltmeister.
Durch den verletzungsbedingten Rückzug von Oxana Domnina und Maxim Schabalin konnten Bobrowa und Solowjow 2008 in Göteborg erstmals an Weltmeisterschaften teilnehmen, wo sie den 13. Rang belegten. Ihr Debüt bei Europameisterschaften wie auch Olympischen Spielen hatten sie 2010 und beendeten es auf dem neunten, bzw. 15. Platz. Bei ihrem zweiten Auftritt bei Weltmeisterschaften wurden sie im selben Jahr Achte.
In das Jahr 2011 gingen Bobrowa und Solowjow erstmals als russische Meister. Bei der Europameisterschaft in Bern gelang ihnen der Gewinn ihrer ersten Medaille bei einer großen Meisterschaft. Sie errangen Silber hinter den Franzosen Nathalie Péchalat und Fabian Bourzat. Drei Monate später erreichten sie bei der Weltmeisterschaft im heimischen Moskau mit dem sechsten Platz ihr bislang bestes Ergebnis bei Weltmeisterschaften. Im folgenden Jahr belegte das Eistanzpaar bei der EM in Sheffield erneut den Silberrang hinter den Franzosen Péchalat/Bourzat und belegten Platz sieben bei der Weltmeisterschaft in Nizza.
2013 gewannen Bobrowa und Solowjow mit Gold bei der EM in Zagreb ihren ersten Titel bei großen internationalen Meisterschaften.
Bei den Europameisterschaften 2016 gab Bobrowa einen auf Meldonium positiven Dopingtest ab. Danach wurde sie für die folgenden Weltmeisterschaften gesperrt.

## Ergebnisse

### Eistanz

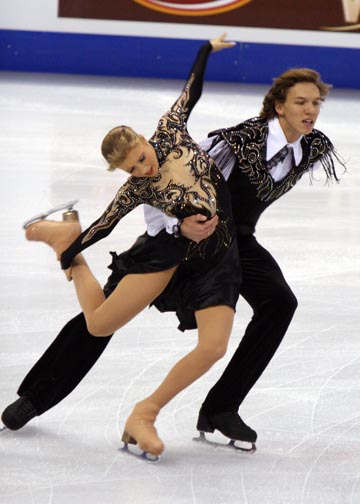
Bobrowa und Solowjow, 2008

(mit Dmitri Solowjow)
| Meisterschaft / Jahr           | 2006  | 2007  | 2008  | 2009  | 2010  | 2011  | 2012  | 2013  | 2014  |
| ------------------------------ | ----- | ----- | ----- | ----- | ----- | ----- | ----- | ----- | ----- |
| Olympische Winterspiele        |       |       |       |       | 15.   |       |       |       |       |
| Weltmeisterschaften            |       |       | 13.   |       | 8.    | 6.    | 7.    | 3.    |       |
| Europameisterschaften          |       |       |       |       | 9.    | 2.    | 2.    | 1.    |       |
| Juniorenweltmeisterschaften    |       | 1.    |       |       |       |       |       |       |       |
| Russische Meisterschaften      |       |       | 3.    | 4.    | 2.    | 1.    | 1.    | 1.    | 1.    |
| –                              |       |       |       |       |       |       |       |       |       |
| Grand-Prix-Wettbewerb / Saison | 05/06 | 06/07 | 07/08 | 08/09 | 09/10 | 10/11 | 11/12 | 12/13 | 13/14 |
| Grand-Prix-Finale              |       |       |       |       |       | 4.    | 6.    | 5.    | 4.    |
| Skate America                  |       |       |       |       |       |       |       | 2.    |       |
| Skate Canada                   |       |       | 5.    | 6.    | 4.    |       |       |       |       |
| Cup of Russia                  |       |       | 4.    |       |       | 1.    | 3.    |       | 1.    |
| Cup of China                   |       |       |       |       |       | 2.    | 1.    | 2.    | 2.    |
| NHK Trophy                     |       |       |       | 4.    | 4.    |       |       |       |       |